# Мирзенешть (комуна)
Мирзенешть, Мирзенешті (рум. Mârzănești) — комуна у повіті Телеорман в Румунії. До складу комуни входять такі села (дані про населення за 2002 рік):
- Валя-Перулуй (1010 осіб)
- Мирзенешть (781 особа)
- Телеорману (1147 осіб)
- Чернету (1531 особа)

Комуна розташована на відстані 75 км на південний захід від Бухареста, 11 км на схід від Александрії, 138 км на схід від Крайови.

## Населення
За даними перепису населення 2002 року у комуні проживали 4469 осіб.
Національний склад населення комуни:
| Національність | Кількість осіб | Відсоток |
| -------------- | -------------- | -------- |
| румуни         | 4277           | 95,7%    |
| цигани         | 189            | 4,2%     |
| німці          | 3              | 0,1%     |

Рідною мовою назвали:
| Мова      | Кількість осіб | Відсоток |
| --------- | -------------- | -------- |
| румунська | 4435           | 99,2%    |
| циганська | 34             | 0,8%     |

Склад населення комуни за віросповіданням:
| Релігія        | Кількість осіб | Відсоток |
| -------------- | -------------- | -------- |
| православні    | 4293           | 96,1%    |
| бретрени       | 122            | 2,7%     |
| адвентисти     | 14             | 0,3%     |
| баптисти       | 7              | 0,2%     |
| римо-католики  | 6              | 0,1%     |
| реформати      | 1              | < 0,1%   |
| греко-католики | 1              | < 0,1%   |